# Droga wojewódzka nr 376
Droga wojewódzka nr 376 (DW376) – droga wojewódzka łącząca DK35 w Wałbrzychu z DW367 w Jabłowie. Droga ma długość 11,3 km. 
25 lutego 2013 roku otwarto obwodnicę Szczawna Zdroju na odcinku od aktualnego Ronda Niepodległości do Strugi.
Do 31 grudnia 2022 roku trasa rozpoczynała swój przebieg w Wałbrzychu na skrzyżowaniu ulic Wrocławska, Uczniowska i Generała Charles'a de Gaulle'a. Jednak w związku z budową Obwodnicy Wałbrzycha odcinek od tego skrzyżowania do Ronda Niepodległości w Szczawnie Zdroju pozbawiono statusu drogi wojewódzkiej na rzecz drogi krajowej nr 35.

## Miejscowości leżące przy trasie DW376
- Szczawno-Zdrój
- Struga
- Lubomin
- Jabłów

## Ograniczenia w ruchu
Na odcinku Lubomin – skrzyżowanie z DW375 obowiązuje zakaz ruchu dla pojazdów o rzeczywistej masie całkowitej przekraczającej 15 ton.

### Dopuszczalny nacisk na oś
Od 13 marca 2021 roku na drodze dozwolony jest ruch pojazdów o nacisku pojedynczej osi napędowej do 11,5 tony, z wyjątkiem miejsc oznaczonych znakiem zakazu B-19.

#### Do 13 marca 2021 r.
Wcześniej droga wojewódzka nr 376 była objęta ograniczeniami dopuszczalnego nacisku pojedynczej osi:
| Znak  | Dopuszczalny nacisk | Odcinek                                                                      |
| ----- | ------------------- | ---------------------------------------------------------------------------- |
| DW376 | do 10 ton           | - obwodnica Szczawna-Zdroju - w granicach miejscowości Jabłów                |
| DW376 | do 8 ton            | - Wałbrzych – obwodnica Szczawna-Zdroju - obwodnica Szczawna-Zdroju – Jabłów |